# Глобальний договір ООН
Глобальний договір ООН англ. United Nations Global Compact — ініціатива ООН, спрямована на сприяння соціальній відповідальності бізнесу та підтримку вирішення підприємницькими колами проблем глобалізації та створення більш стабільної та всеохопної економіки.
Станом на березень 2021 року до Глобального договору приєдналося більше ніж 12 765 компаній та організацій з більш як 160 країн світу.

## Десять принципів
Принципи прав людини
- Принцип 1: Комерційні компанії повинні забезпечувати та поважати захист прав людини, проголошених на міжнародному рівні.
- Принцип 2: Комерційні компанії повинні забезпечувати, щоб їхня власна діяльність не сприяла порушенню прав людини.

Принципи праці
- Принцип 3: Комерційні компанії повинні підтримувати свободу зібрань і дієве визнання права на колективні переговори.
- Принцип 4: Комерційні компанії повинні сприяти викоріненню примусової або обов'язкової праці.
- Принцип 5: Комерційні компанії повинні сприяти дієвому викоріненню дитячої праці.
- Принцип 6: Комерційні компанії повинні сприяти дієвому викоріненню дискримінації стосовно зайнятості та працевлаштування.

Екологічні Принципи
- Принцип 7: Комерційні компанії повинні дотримуватися обережних підходів до екологічних проблем.
- Принцип 8: Комерційні компанії повинні ініціювати поширення екологічної відповідальності.
- Принцип 9: Комерційні компанії повинні стимулювати розвиток і розповсюдження екологічно чистих технологій.

Антикорупційний Принцип
- Принцип 10: Комерційні компанії повинні протидіяти будь-яким формам корупції, включаючи здирництво.